# Hinnerup
Hinnerup es una localidad danesa, capital del municipio de Favrskov y perteneciente a la región de Jutlandia Central. El 1 de enero de 2013 tiene una población de 7.244 habitantes, con lo que es la segunda mayor localidad del municipio, detrás de Hadsten. Hinnerup está a 12 km al noroeste de Aarhus y actualmente funciona como una ciudad satélite de ésta. Hinnerup está prácticamente fusionada con Søften, y el área urbana conjunta comprende cerca de 10.000 habitantes.
Hinnerup aparece en la historia en el documento de 1299 como Hindthorp. Su nombre proviene de hind: ciervo, y torp: pueblo formado por emigrantes. El pequeño pueblo tuvo una pequeña iglesia medieval, que fue derribada en el siglo XVII. El año 1862 marca el nacimiento de la moderna Hinnerup, cuando se construyó en las cercanías una estación de la línea ferroviaria de Jutlandia. La estación se estableció por iniciativa del conde de Frijsenborg, que vivía en las inmediaciones y tenía intereses comerciales. Hubo así dos localidades: la Hinnerup moderna, alrededor de la estación, y Gammel Hinnerup, el pueblo histórico. A principios del siglo XX, Hinnerup creció a expensas de las tierras donde el conde tenía una fábrica de celulosa y otras industrias, y para la década de 1950 ambas localidades se habían unido.